# Alexander Kluge
Pour les articles homonymes, voir Kluge.
Alexander Kluge, né le 14 février 1932 à Halberstadt en Saxe-Anhalt, est un réalisateur de cinéma et écrivain allemand. Il est l'un des représentants majeurs du Nouveau Cinéma allemand des années 1960-1970.

## Biographie
Il a étudié aux universités Johann Wolfgang Goethe de Francfort-sur-le-Main et de Marbourg. Élève du philosophe Theodor Adorno et avocat, Alexander Kluge a été l'assistant de Fritz Lang sur son film, Le Tombeau hindou puis a commencé en 1961 sa carrière de cinéaste. Signataire du manifeste d'Oberhausen, il a réalisé de nombreux documentaires et courts-métrages, des milliers d'émissions de télévision, ainsi que dix longs métrages jusqu'en 1986, parfois aidé du futur auteur de Heimat, Edgar Reitz. Il se consacre depuis à l'écriture.
Il a réalisé un DVD de trois réalisations : Nouvelles de l'idéologie antique, Le complexe d'Allemagne, Fruits de la confiance (2008-2010).
Il est élu membre de l'Académie des arts de Berlin en 1972.
En 2003, il reçoit le prestigieux prix Georg-Büchner pour son œuvre littéraire.
Il est décoré de la croix de commandeur de l'ordre du Mérite de la République fédérale d'Allemagne (Großes Bundesverdienstkreuz) en 2007.

## Filmographie sélective

### Longs métrages

#### Fictions
- 1966 : Anita G. (Abschied von gestern - (Anita G.))
- 1968 : Les Artistes sous les chapiteaux : Perplexes (Die Artisten in der Zirkuskuppel: Ratlos)
- 1971 : Der Große Verhau
- 1973 : Travaux occasionnels d'une esclave (Gelegenheitsarbeit einer Sklavin)
- 1974 : Dans le danger et la plus grande détresse, le juste milieu apporte la mort (In Gefahr und größter Not bringt der Mittelweg den Tod)
- 1976 : Ferdinand le radical (Der starke Ferdinand)
- 1978 : L'Allemagne en automne (Deutschland im Herbst)
- 1979 : La Patriote (Die Patriotin)
- 1985 : L'Attaque du présent sur le temps qui reste (Der Angriff der Gegenwart auf die übrige Zeit)
- 1986 : Vermischte Nachrichten

#### Documentaires
- 1980 : Le Candidat (Der Kandidat)
- 1982 : Krieg und Frieden
- 1983 : La Force des sentiments (Die Macht der Gefühle)
- 2000 : Ich war Hitlers Bodyguard
- 2007 : Mein Jahrhundert, mein Tier!
- 2007 : Im Sturm der Zeit/Facts and Fakes
- 2007 : Die poetische Kraft der Theorie
- 2007 : Der Zauber der verdunkelten Seele
- 2007 : Das Phänomen der Oper
- 2008 : Nachrichten aus der ideologischen Antike - Marx/Eisenstein/Das Kapital
- 2012 : Mensch 2.0 - Die Evolution in unserer Hand

#### Téléfilms
- 1970 : Die Unbezähmbare Leni Peickert
- 1972 : Willi Tobler und der Untergang der 6. Flotte
- 1977 : Die Menschen, die das Staufer-Jahr vorbereiten
- 1990 : Neues vom Tage

### Courts métrages
- 1961 : Rennen
- 1961 : Brutalität in Stein
- 1963 : Lehrer im Wandel
- 1964 : Portrait d'un opportuniste (Porträt einer Bewährung)
- 1967 : Frau Blackburn, geb. 5.Jan. 1872, wird gefilmt
- 1968 : Feuerlöscher E. A. Winterstein
- 1970 : Wir verbauen 3 x 27 Millia. Dollar in einen Angriffsschlachter
- 1970 : Ein Arzt aus Halberstadt
- 1973 : Besitzbürgerin, Jahrgang 1908
- 1977 : Nachrichten von den Staufern
- 1983 : Biermann-Film
- 1983 : Auf der Suche nach einer praktisch-realistischen Haltung